# LAN Express
LAN Express (ісп. Transporte Aéreo S.A.) — чилійська регіональна авіакомпанія зі штаб-квартирою в комуні Пудауель (Сантьяго), другий за величиною комерційний авіаперевізник Чилі. Є дочірнім підприємством флагманської авіакомпанії країни LAN Airlines.
Портом приписки авіакомпанії і її головним транзитним вузлом (хабом) є міжнародний аеропорт імені коммодора Артуро Меріно Бенітеса в Сантьяго.

## Історія
У 1994 році чилійська авіакомпанія LanChile (згодом змінила назву на LAN Airlines) придбала у власність 99,41 % акцій іншого авіаперевізника Чилі Ladeco і в 1998 році провела розподіл перевезень у своїй структурі: функції пасажирських перевезень були передані у новостворене підрозділ LAN Express, а вантажні перевезення — у підрозділ LAN Cargo. Філія LAN Express при цьому отримав всі внутрішні маршрути Ladeco, а філія LAN Cargo — код Ladeco (UC) в Асоціації ІАТА.

## Маршрутна мережа

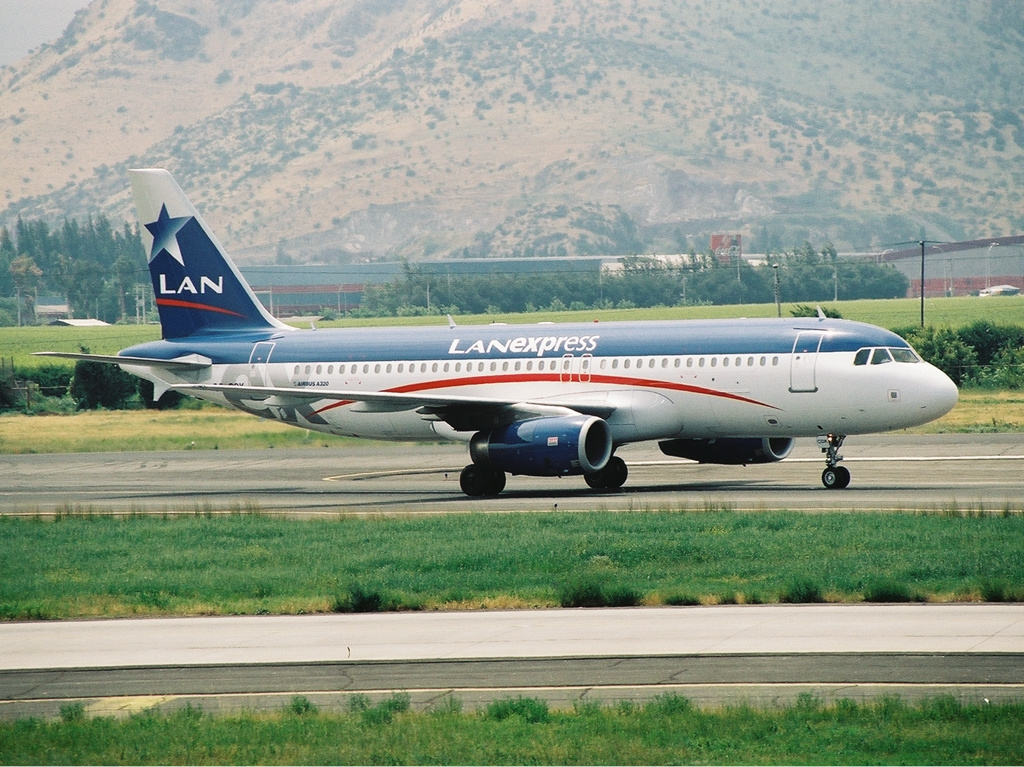
Airbus A320 авіакомпанії LAN Express в міжнародному аеропорту імені коммодора Артуро Меріно Бенітеса

У січні 2005 року маршрутна мережа регулярних перевезень авіакомпанії LAN Express охоплювала такі міста:
- внутрішні регулярні напрямки: Антофагаста, Аріка, Калама, Консепсьйон, Копьяпо, Ель-Сальвадор, Ікіке, Ла-Серена, Осорно, Пукон, Пуерто-Монт, Пунта-Аренас, Сантьяго, Темуко та Вальдівія.

## Флот
У 2012 році авіакомпанія LAN Express експлуатувала такі повітряні судна: